# Eishockey-Weltmeisterschaft der Frauen 2012
Die 15. Eishockey-Weltmeisterschaften der Frauen der Internationalen Eishockey-Föderation IIHF waren die Eishockey-Weltmeisterschaften des Jahres 2012. Insgesamt nahmen zwischen dem 25. März und dem 15. April 2012 32 Nationalmannschaften an den fünf Turnieren der Top-Division sowie der Divisionen I und II teil.
Der Weltmeister wurde zum zehnten Mal die Mannschaft Kanadas, die im Finale den Erzrivalen aus den Vereinigten Staaten mit 5:4 in der Verlängerung bezwingen konnte. Die deutsche Mannschaft schaffte nach dem Aufstieg im Vorjahr den Klassenerhalt in der Top-Division und belegte den siebten Rang, die Schweiz errang durch den Sieg im Spiel um den dritten Rang ihre erste WM-Bronzemedaille überhaupt und bestätigte damit den Aufwärtstrend des Vorjahres. Österreich wurde Vierter in der Division IA und belegte im Endklassement der Weltmeisterschaft den zwölften Rang.

## Teilnehmer, Austragungsorte und -zeiträume
Die bisherigen Divisionen I und II wurden zu Division I Gruppe A und B. Die bisherige Divisionen III und IV zur Division II Gruppe A und B. Die Division IV sollte durch die Qualifikation zur Division II Gruppe B abgelöst werden. 
- Top-Division: 7. bis 14. April 2012 in Burlington, Vermont, USA
Teilnehmer:  Deutschland (Aufsteiger),  Finnland,  Kanada,  Russland,  Schweden,  Schweiz,  Slowakei,  USA (Titelverteidiger)

- Division I
  - Gruppe A: 25. bis 31. März 2012 in Ventspils, Lettland
Teilnehmer:  Japan (erste Teilnahme seit 2010),  Kasachstan (Absteiger),  Lettland,  Norwegen,  Österreich,  Tschechien (Aufsteiger)
  - Gruppe B: 9. bis 15. April 2012 in Kingston upon Hull, England, Großbritannien
Teilnehmer:  Volksrepublik China (Absteiger),  Dänemark,  Frankreich,  Großbritannien,  Italien,  Niederlande (Aufsteiger)

- Division II
  - Gruppe A: 25. bis 31. März 2012 in Maribor, Slowenien
Teilnehmer:  Australien,  Kroatien,  Neuseeland (Aufsteiger),  Nordkorea (Absteiger),  Slowenien,  Ungarn
  - Gruppe B: 10. bis 16. März 2012 in Seoul, Südkorea
Teilnehmer:  Belgien (Absteiger),  Island,  Polen (Aufsteiger),  Spanien (autom. Qualifikant),  Südafrika (autom. Qualifikant),  Südkorea

Die letztjährigen Teilnehmer  Bulgarien,  Irland und  Türkei zogen ihre gemeldeten Mannschaften für die Qualifikation zur Gruppe B der Division II nachträglich zurück. Die Mannschaften der erstmals für die Qualifikation zur Gruppe B der Division II gemeldete Mannschaft  Mexikos erhielt keine Starterlaubnis oder zog sich ebenfalls zurück. Somit rückten die verbliebenen Teilnehmer  Spanien und  Südafrika in die Gruppe B auf.

## Top-Division
Die Frauen-Weltmeisterschaft wurde vom 7. bis 14. April 2012 in der US-amerikanischen Stadt Burlington im Bundesstaat Vermont ausgetragen. Gespielt wurde im Gutterson Fieldhouse (4.035 Plätze) der University of Vermont sowie in der Cairns Arena in South Burlington mit 600 Plätzen.
Die Weltmeisterschaft, aus deren Ergebnissen die letzte IIHF-Weltrangliste vor Beginn der Qualifikation zu den Olympischen Winterspielen 2014 im russischen Sotschi hervorging, war die abschließende Möglichkeit, sich als eine der sechs besten Mannschaften nach Abschluss der WM direkt über die Weltranglistenplatzierung für die Winterspiele zu qualifizieren.
Am Turnier nahmen acht Nationalmannschaften teil, die erstmals in zwei leistungsmäßig abgestuften Gruppen zu je vier Teams spielen. Dabei bildeten die vier Halbfinalisten des Vorjahres die Gruppe A. Die Ziffern in Klammern benennen die Platzierungen in der IIHF-Weltrangliste.
| Gruppe A     | Gruppe B         |
| USA (1)      | Schweden (4)     |
| Kanada (2)   | Schweiz (6)      |
| Finnland (3) | Slowakei (8)     |
| Russland (5) | Deutschland (10) |

### Modus
Nach den Gruppenspielen der Vorrunde qualifizieren sich der Gruppenerste und -zweite der Gruppe A direkt für das Halbfinale. Der Dritte und Vierte derselben Gruppe erreichen das Viertelfinale. In der Gruppe B gilt dies für den Gruppenersten und -zweiten. Die Teams im Viertelfinale bestreiten je ein Qualifikationsspiel zur Halbfinalteilnahme. Der Dritte und Vierte der Gruppe B bestreiten eine Best-of-Three-Runde um den siebten Platz sowie den Abstieg in die Division IA.

### Austragungsorte
| Burlington |

| South Burlington |

| Burlington |

| South Burlington |

### Vorrunde

#### Gruppe A
| 7. April 2012 15:00 Uhr (Ortszeit) | 7. April 2012 21:00 Uhr (MESZ) | Finnland R. Lindstedt (29:59) K. Rantamäki (38:08) N. Tikkinen (41:25) N. Tikkinen (50:24) K. Rantamäki (51:05) | 5:4 (0:2, 2:0, 3:2) Spielbericht | Russland G. Skiba (3:42) I. Djubanok (18:30) J. Lebedewa (42:01) T. Burina (53:52) | Gutterson Fieldhouse, Burlington Zuschauer: 1.494 |

| 7. April 2012 19:00 Uhr | 8. April 2012 1:00 Uhr | USA J. Lamoureux (0:37) H. Knight (1:24) M. Lamoureux-Kolls (3:32) J. Chu (4:52) M. Lamoureux-Kolls (5:32) J. Lamoureux (23:10) J. Pucci (45:29) H. Knight (47:38) M. Lamoureux-Kolls (51:17) | 9:2 (5:0, 1:2, 3:0) Spielbericht | Kanada N. Spooner (20:39) M.-P. Poulin (37:03) | Gutterson Fieldhouse, Burlington Zuschauer: 3.970 |

| 8. April 2012 15:00 Uhr | 8. April 2012 21:00 Uhr | Kanada L. Fortino (14:12) C. Ouellette (20:13) G. Apps (49:14) | 3:2 (1:0, 1:1, 1:1) Spielbericht | Finnland V. Hovi (33:50) K. Rantamäki (50:28) | Gutterson Fieldhouse, Burlington Zuschauer: 1.499 |

| 8. April 2012 19:00 Uhr | 9. April 2012 1:00 Uhr | USA H. Knight (1:42) A. Kessel (13:47) M. Lamoureux-Kolls (25:18) A. Kessel (39:03) H. Knight (40:54) M. Bozek (43:36) J. Lamoureux (46:51) K. Coyne (52:46) B. Decker (55:46) | 9:0 (2:0, 2:0, 5:0) Spielbericht | Russland | Gutterson Fieldhouse, Burlington Zuschauer: 2.242 |

| 10. April 2012 15:00 Uhr | 10. April 2012 21:00 Uhr | Kanada M.-P. Poulin (3:55) H. Wickenheiser (7:14) N. Spooner (9:44) J. Hefford (13:23) M. Agosta (14:56) N. Spooner (19:00) N. Spooner (28:02) G. Apps (29:10) L. Rougeau (31:10) M. Agosta (34:28) J. Wakefield (37:16) R. Johnston (43:35) H. Wickenheiser (45:52) J. Hefford (53:35) | 14:1 (6:0, 5:0, 3:1) Spielbericht | Russland A. Gontscharenko (49:00) | Gutterson Fieldhouse, Burlington Zuschauer: 1398 |

| 10. April 2012 19:00 Uhr | 11. April 2012 1:00 Uhr | Finnland | 0:11 (0:2, 0:6, 0:3) Spielbericht | USA M. Lamoureux-Kolls (6:24) K. Stack (11:47) H. Knight (23:05) K. Stack (24:51) M. Lamoureux-Kolls (25:25) B. Decker (25:50) K. Stack (32:16) J. Pucci (35:05) K. Coyne (42:53) M. Lamoureux-Kolls (46:06) A. Kessel (52:07) | Gutterson Fieldhouse, Burlington Zuschauer: 2.356 |

| Pl. |          | Sp | S | OTS | OTN | N | Tore  | Punkte |
| 1.  | USA      | 3  | 3 | 0   | 0   | 0 | 29:02 | 9      |
| 2.  | Kanada   | 3  | 2 | 0   | 0   | 1 | 19:12 | 6      |
| 3.  | Finnland | 3  | 1 | 0   | 0   | 2 | 07:18 | 3      |
| 4.  | Russland | 3  | 0 | 0   | 0   | 3 | 05:28 | 0      |

Abkürzungen: Pl. = Platz, Sp = Spiele, S = Siege, OTS = Siege nach Verlängerung (Overtime) oder Penaltyschießen, OTN = Niederlagen nach Verlängerung oder Penaltyschießen, N = Niederlagen

Erläuterungen: Halbfinalqualifikant, Viertelfinalqualifikant

#### Gruppe B
| 7. April 2012 13:00 Uhr | 7. April 2012 19:00 Uhr | Slowakei I. Karafiátová (21:20) | 1:5 (0:1, 1:1, 0:3) Spielbericht | Schweden E. Holmlöv (18:51) A. Svedin (30:25) J. Asserholt (47:41) J. Olofsson (51:44) E. Udén Johansson (52:59) | Cairns Arena, South Burlington Zuschauer: 302 |

| 7. April 2012 17:00 Uhr | 7. April 2012 23:00 Uhr | Schweiz J. Marty (19:46) N. Bullo (38:05) | 2:3 (1:1, 1:2, 0:0) Spielbericht | Deutschland M. Bittner (16:49) S. Weyand (22:11) J. Zorn (37:32) | Cairns Arena, South Burlington Zuschauer: 277 |

| 8. April 2012 13:00 Uhr | 8. April 2012 19:00 Uhr | Schweden E. Holst (46:53) E. Holmlöv (60:24) | 2:1 n. V. (0:0, 0:0, 1:1, 1:0) Spielbericht | Deutschland J. Zorn (59:12) | Cairns Arena, South Burlington Zuschauer: 342 |

| 8. April 2012 17:00 Uhr | 8. April 2012 23:00 Uhr | Schweiz D. Leimgruber (8:35) J. Marty (43:25) | 2:1 (1:0, 0:1, 1:0) Spielbericht | Slowakei J. Kapustová (25:32) | Cairns Arena, South Burlington Zuschauer: 200 |

| 10. April 2012 13:00 Uhr | 10. April 2012 19:00 Uhr | Schweden J. Asserholt (4:16) E. Holst (48:55) | 2:3 (1:1, 0:0, 1:2) Spielbericht | Schweiz K. Lehmann (14:52) J. Marty (42:42) S. Benz (56:52) | Cairns Arena, South Burlington Zuschauer: 325 |

| 10. April 2012 17:00 Uhr | 10. April 2012 23:00 Uhr | Deutschland L. Schuster (39:50) B. Evers (43:56) | 2:4 (0:1, 1:2, 1:1) Spielbericht | Slowakei N. Čupková (18:29) M. Veličková (24:10) J. Kapustová (31:11) N. Čupková (49:39) | Cairns Arena, South Burlington Zuschauer: 237 |

| Pl. |             | Sp | S | OTS | OTN | N | Tore  | Punkte |
| 1.  | Schweiz     | 3  | 2 | 0   | 0   | 1 | 07:06 | 6      |
| 2.  | Schweden    | 3  | 1 | 1   | 0   | 1 | 09:05 | 5      |
| 3.  | Deutschland | 3  | 1 | 0   | 1   | 1 | 06:08 | 4      |
| 4.  | Slowakei    | 3  | 1 | 0   | 0   | 2 | 06:09 | 3      |

Abkürzungen: Pl. = Platz, Sp = Spiele, S = Siege, OTS = Siege nach Verlängerung (Overtime) oder Penaltyschießen, OTN = Niederlagen nach Verlängerung oder Penaltyschießen, N = Niederlagen

Erläuterungen: Viertelfinalqualifikant, Abstiegsrundenqualifikant

### Abstiegsrunde
Die Relegationsrunde wurde im Modus „Best-of-Three“ ausgetragen. Hierbei trafen der Dritt- und Viertplatzierte der Gruppe B aufeinander. Die Mannschaft, die von maximal drei Spielen zuerst zwei für sich entscheiden konnte, verblieb in der WM-Gruppe, der Verlierer stieg in die Division IA ab.
| 11. April 2012 17:00 Uhr (Ortszeit) | 11. April 2012 23:00 Uhr (MESZ) | Deutschland J. Zorn (27:57) M. Anwander (PS) | 2:1 n. P. (0:1, 1:0, 0:0, 0:0, 1:0) Spielbericht Stand: 1:0 | Slowakei M. Veličková (5:31) | Cairns Arena, South Burlington Zuschauer: 174 |

| 13. April 2012 13:00 Uhr | 13. April 2012 19:00 Uhr | Slowakei N. Čupková (46:45) | 1:3 (0:1, 0:1, 1:1) Spielbericht Stand: 0:2 | Deutschland J. Zorn (4:20) M. Anwander (38:17) T. Eisenschmid (54:02) | Cairns Arena, South Burlington Zuschauer: 187 |

### Finalrunde
|  | Viertelfinale    | Viertelfinale | Viertelfinale |    |          | Halbfinale | Halbfinale | Halbfinale |    |         | Finale           | Finale           | Finale           |
|  |                  |               |               |    |          |            |            |            |    |         |                  |                  |                  |
|  |                  |               |               |    |          | A1         | USA        | 10         |    |         |                  |                  |                  |
|  | A4               | Russland      | 2             |    |          | B1         | Schweiz    | 0          |    |         |                  |                  |                  |
|  | B1               | Schweiz       | 5             |    |          |            |            |            |    | A1      | USA              | 4                |                  |
|  |                  |               |               |    | A2       | Kanada     | 5          |            |    |         |                  |                  |                  |
|  |                  |               |               | A2 | Kanada   | 5          |            |            |    |         |                  |                  |                  |
|  | A3               | Finnland      | 2             |    |          | A3         | Finnland   | 1          |    |         | Spiel um Platz 3 | Spiel um Platz 3 | Spiel um Platz 3 |
|  | B2               | Schweden      | 1             |    |          |            |            |            | B1 | Schweiz | 6                |                  |                  |
|  |                  |               |               | A3 | Finnland | 2          |            |            |    |         |                  |                  |                  |
|  |                  |               |               |    |          |            |            |            |    |         |                  |                  |                  |
|  | Spiel um Platz 5 |               |               |    |          |            |            |            |    |         |                  |                  |                  |
|  | A4               | Russland      | 1             |    |          |            |            |            |    |         |                  |                  |                  |
|  | B2               | Schweden      | 2             |    |          |            |            |            |    |         |                  |                  |                  |

#### Viertelfinale
| 11. April 2012 15:00 Uhr (Ortszeit) | 11. April 2012 21:00 Uhr (MESZ) | Russland T. Burina (2:24) T. Burina (27:21) | 2:5 (1:2, 1:3, 0:0) Spielbericht | Schweiz S. Marty (16:15) P. Stänz (19:34) J. Marty (22:41) E. Raselli (29:40) S. Marty (37:21) | Gutterson Fieldhouse, Burlington Zuschauer: 1.340 |

| 11. April 2012 19:00 Uhr | 12. April 2012 1:00 Uhr | Finnland K. Rantamäki (0:21) S. Tapani (16:58) | 2:1 (2:0, 0:0, 0:1) Spielbericht | Schweden E. Holmlöv (53:04) | Gutterson Fieldhouse, Burlington Zuschauer: 1.633 |

#### Spiel um Platz 5
| 13. April 2012 17:00 Uhr | 13. April 2012 23:00 Uhr | Russland M. Sergina (49:28) | 1:2 n. V. (0:1, 0:0, 1:0, 0:1) Spielbericht | Schweden P. Winberg (15:08) E. Holmlöv (60:34) | Cairns Arena, South Burlington Zuschauer: 261 |

#### Halbfinale
| 13. April 2012 15:00 Uhr | 13. April 2012 21:00 Uhr | Kanada C. Ouellette (3:32) L. Fortino (4:53) M. Agosta (22:06) M.-P. Poulin (52:12) C. Birchard (58:40) | 5:1 (2:0, 1:1, 2:0) Spielbericht | Finnland K. Rantamäki (30:32) | Gutterson Fieldhouse, Burlington Zuschauer: 1.750 |

| 13. April 2012 19:00 Uhr | 14. April 2012 1:00 Uhr | USA K. Stack (2:52) K. Stack (9:09) B. Decker (16:41) J. Chu (22:16) K. Coyne (29:01) G. Marvin (35:13) M. Bozek (44:56) J. Pucci (45:24) E. Lawler (45:45) J. Lamoureux (49:31) | 10:0 (3:0, 3:0, 4:0) Spielbericht | Schweiz | Gutterson Fieldhouse, Burlington Zuschauer: 2.211 |

#### Spiel um Platz 3
| 14. April 2012 15:00 Uhr | 14. April 2012 21:00 Uhr | Schweiz K. Nabholz (11:25) S. Benz (19:59) S. Zollinger (29:37) K. Lehmann (50:29) A. Stiefel (53:50) E. Raselli (55:28) | 6:2 (2:2, 1:0, 3:0) Spielbericht | Finnland A. Rajahuhta (4:48) A. Helin (17:27) | Gutterson Fieldhouse, Burlington Zuschauer: 2.400 |

#### Finale
| 14. April 2012 19:00 Uhr | 15. April 2012 1:00 Uhr | USA K. Coyne (12:54) B. Decker (36:43) G. Marvin (38:16) G. Marvin (42:57) | 4:5 n. V. (1:1, 2:2, 1:1, 0:1) Spielbericht | Kanada H. Wickenheiser (7:52) J. Hefford (24:07) C. Ouellette (25:36) M. Agosta (57:22) C. Ouellette (61:50) | Gutterson Fieldhouse, Burlington Zuschauer: 4.007 |

### Statistik

#### Beste Scorerinnen
Abkürzungen: Sp = Spiele, T = Tore, V = Assists, Pkt = Punkte, +/− = Plus/Minus, SM = Strafminuten; Fett: Turnierbestwert
| Spieler                 | Team   | Sp | T | V | Pkt | +/− | SM |
| ----------------------- | ------ | -- | - | - | --- | --- | -- |
| Monique Lamoureux-Kolls | USA    | 5  | 7 | 7 | 14  | +9  | 6  |
| Kelli Stack             | USA    | 5  | 5 | 8 | 13  | +6  | 2  |
| Brianna Decker          | USA    | 5  | 4 | 6 | 10  | +13 | 6  |
| Amanda Kessel           | USA    | 5  | 3 | 7 | 10  | +9  | 0  |
| Hayley Wickenheiser     | Kanada | 5  | 3 | 7 | 10  | +4  | 4  |
| Kendall Coyne           | USA    | 5  | 4 | 5 | 9   | +10 | 0  |
| Jocelyne Lamoureux      | USA    | 5  | 4 | 5 | 9   | +7  | 8  |
| Caroline Ouellette      | Kanada | 5  | 4 | 5 | 9   | +6  | 6  |
| Jayna Hefford           | Kanada | 5  | 3 | 6 | 9   | +7  | 4  |
| Gigi Marvin             | USA    | 5  | 3 | 6 | 9   | +4  | 2  |

#### Beste Torhüterinnen
Abkürzungen: Sp = Spiele, Min = Eiszeit (in Minuten), GT = Gegentore, SO = Shutouts, Sv% = gehaltene Schüsse (in %), GTS = Gegentorschnitt; Fett: Turnierbestwert
| Spieler            | Team        | Sp | Min    | GT | SO | Sv%   | GTS  |
| ------------------ | ----------- | -- | ------ | -- | -- | ----- | ---- |
| Sara Grahn         | Schweden    | 2  | 120:01 | 3  | 0  | 94,44 | 1,50 |
| Florence Schelling | Schweiz     | 5  | 288:23 | 16 | 0  | 93,19 | 3,33 |
| Zuzana Tomčíková   | Slowakei    | 5  | 304:43 | 14 | 0  | 92,09 | 2,76 |
| Kim Martin         | Schweden    | 3  | 179:48 | 5  | 0  | 91,67 | 1,67 |
| Viona Harrer       | Deutschland | 3  | 185:00 | 7  | 0  | 91,46 | 2,27 |
| Noora Räty         | Finnland    | 4  | 234:48 | 15 | 0  | 90,32 | 3,83 |
| Molly Schaus       | USA         | 3  | 181:50 | 7  | 1  | 90,00 | 2,31 |
| Shannon Szabados   | Kanada      | 4  | 198:18 | 9  | 0  | 89,41 | 2,72 |
| Anna Prugowa       | Russland    | 4  | 219:56 | 16 | 0  | 86,67 | 4,36 |

### Abschlussplatzierungen
| Pl. | Team        |
| --- | ----------- |
| 1   | Kanada      |
| 2   | USA         |
| 3   | Schweiz     |
| 4   | Finnland    |
| 5   | Schweden    |
| 6   | Russland    |
| 7   | Deutschland |
| 8   | Slowakei    |

### Titel, Auf- und Abstieg
| Weltmeister Kanada | Meghan Agosta, Gillian Apps, Vicki Bendus, Courtney Birchard, Tessa Bonhomme, Bailey Bram, Laura Fortino, Jayna Hefford, Haley Irwin, Brianne Jenner, Rebecca Johnston, Charline Labonté, Geneviève Lacasse, Jocelyne Larocque, Meaghan Mikkelson, Caroline Ouellette, Marie-Philip Poulin, Lauriane Rougeau, Natalie Spooner, Shannon Szabados, Jennifer Wakefield, Catherine Ward, Hayley Wickenheiser Trainer: Dan Church |

| Silber USA | Kacey Bellamy, Megan Bozek, Hannah Brandt, Lisa Chesson, Julie Chu, Kendall Coyne, Brianna Decker, Jillian Dempsey, Amanda Kessel, Hilary Knight, Jocelyne Lamoureux, Monique Lamoureux-Kolls, Erika Lawler, Gigi Marvin, Brianne McLaughlin, Michelle Picard, Jenny Potter, Josephine Pucci, Molly Schaus, Anne Schleper, Kelli Stack, Jessie Vetter, Taylor Wasylk Trainer: Katey Stone |

| Bronze Schweiz | Sophie Anthamatten, Sara Benz, Nicole Bullo, Andrea Fischer, Sarah Forster, Angela Frautschi, Kathrin Lehmann, Darcia Leimgruber, Julia Marty, Stefanie Marty, Rahel Michielin, Kathrin Nabholz, Evelina Raselli, Florence Schelling, Dominique Slongo, Phoebe Stänz, Anja Stiefel, Sandra Thalmann, Martina Steck, Johanna Vuille-dit-Bille, Monika Waidacher, Nina Waidacher, Sabrina Zollinger Trainer: René Kammerer |

| Absteiger in die Division IA:   | Slowakei   |
| Aufsteiger in die Top-Division: | Tschechien |

### Auszeichnungen
Spielertrophäen
| Auszeichnung        | Spieler            | Team     |
| ------------------- | ------------------ | -------- |
| Beste Torhüterin    | Florence Schelling | Schweiz  |
| Beste Verteidigerin | Jenni Hiirikoski   | Finnland |
| Beste Stürmerin     | Kelli Stack        | USA      |

All-Star-Team
| Angriff:      | Monique Lamoureux-Kolls – Kelli Stack – Hayley Wickenheiser |
| Verteidigung: | Gigi Marvin – Laura Fortino                                 |
| Tor:          | Florence Schelling                                          |

## Division I

### Gruppe A in Ventspils, Lettland
Das Turnier der Gruppe A wurde vom 25. bis 31. März 2012 in der lettischen Stadt Ventspils ausgetragen. Die Spiele fanden in der 3.040 Zuschauer fassenden Eishalle des Olimpiskais Centrs statt.
| 25. März 2012 12:00 Uhr (Ortszeit) | Österreich | 2:7 (1:2, 0:4, 1:1) Spielbericht | Norwegen | Eishalle Olimpiskais Centrs, Ventspils Zuschauer: 75 |

| 25. März 2012 15:30 Uhr | Tschechien | 3:4 (1:4, 2:0, 0:0) Spielbericht | Japan | Eishalle Olimpiskais Centrs, Ventspils Zuschauer: 90 |

| 25. März 2012 19:00 Uhr | Lettland | 3:2 n. P. (1:0, 1:2, 0:0, 0:0, 1:0) Spielbericht | Kasachstan | Eishalle Olimpiskais Centrs, Ventspils Zuschauer: 282 |

| 26. März 2012 12:00 Uhr | Norwegen | 1:2 (0:0, 1:1, 0:1) Spielbericht | Tschechien | Eishalle Olimpiskais Centrs, Ventspils Zuschauer: 129 |

| 26. März 2012 15:30 Uhr | Kasachstan | 2:6 (1:2, 1:2, 0:2) Spielbericht | Österreich | Eishalle Olimpiskais Centrs, Ventspils Zuschauer: 82 |

| 26. März 2012 19:00 Uhr | Japan | 1:2 (0:0, 1:2, 0:0) Spielbericht | Lettland | Eishalle Olimpiskais Centrs, Ventspils Zuschauer: 235 |

| 28. März 2012 12:00 Uhr | Japan | 3:1 (2:0, 0:1, 1:0) Spielbericht | Österreich | Eishalle Olimpiskais Centrs, Ventspils Zuschauer: 78 |

| 28. März 2012 15:30 Uhr | Kasachstan | 1:2 n. V. (0:0, 1:0, 0:1, 0:1) Spielbericht | Norwegen | Eishalle Olimpiskais Centrs, Ventspils Zuschauer: 63 |

| 28. März 2012 19:00 Uhr | Tschechien | 5:0 (1:0, 1:0, 3:0) Spielbericht | Lettland | Eishalle Olimpiskais Centrs, Ventspils Zuschauer: 242 |

| 30. März 2012 12:00 Uhr | Kasachstan | 2:3 (0:1, 1:1, 1:1) Spielbericht | Tschechien | Eishalle Olimpiskais Centrs, Ventspils Zuschauer: 50 |

| 30. März 2012 15:30 Uhr | Norwegen | 4:2 (2:2, 0:0, 2:0) Spielbericht | Japan | Eishalle Olimpiskais Centrs, Ventspils Zuschauer: 64 |

| 30. März 2012 19:00 Uhr | Lettland | 0:6 (0:1, 0:2, 0:3) Spielbericht | Österreich | Eishalle Olimpiskais Centrs, Ventspils Zuschauer: 270 |

| 31. März 2012 12:00 Uhr | Japan | 5:0 (0:0, 2:0, 3:0) Spielbericht | Kasachstan | Eishalle Olimpiskais Centrs, Ventspils Zuschauer: 55 |

| 31. März 2012 15:30 Uhr | Norwegen | 6:0 (2:0, 1:0, 3:0) Spielbericht | Lettland | Eishalle Olimpiskais Centrs, Ventspils Zuschauer: 243 |

| 31. März 2012 19:00 Uhr | Österreich | 1:6 (0:2, 0:2, 1:2) Spielbericht | Tschechien | Eishalle Olimpiskais Centrs, Ventspils Zuschauer: 89 |

| Pl. |            | Sp | S | OTS | OTN | N | Tore  | Punkte |
| 1.  | Tschechien | 5  | 4 | 0   | 0   | 1 | 19:08 | 12     |
| 2.  | Norwegen   | 5  | 3 | 1   | 0   | 1 | 20:07 | 11     |
| 3.  | Japan      | 5  | 3 | 0   | 0   | 2 | 15:10 | 9      |
| 4.  | Österreich | 5  | 2 | 0   | 0   | 3 | 16:18 | 6      |
| 5.  | Lettland   | 5  | 1 | 1   | 0   | 3 | 05:20 | 5      |
| 6.  | Kasachstan | 5  | 0 | 0   | 2   | 3 | 07:19 | 2      |

Abkürzungen: Pl. = Platz, Sp = Spiele, S = Siege, OTS = Siege nach Verlängerung (Overtime) oder Penaltyschießen, OTN = Niederlagen nach Verlängerung oder Penaltyschießen, N = Niederlagen

Erläuterungen: Aufsteiger in die Top-Division, Absteiger in die Division IB

### Gruppe B in Kingston upon Hull, England, Großbritannien
Das Turnier der Gruppe B wurde vom 9. bis 15. April 2012 im englischen Kingston upon Hull ausgetragen. Die Spiele fanden in der 2.000 Zuschauer fassenden Hull Arena statt.
| 9. April 2012 14:00 Uhr (Ortszeit) | Italien | 0:4 (0:2, 0:1, 0:1) Spielbericht | Frankreich | Hull Arena, Kingston upon Hull Zuschauer: 150 |

| 9. April 2012 17:30 Uhr | Niederlande | 1:7 (0:3, 1:2, 0:2) Spielbericht | Volksrepublik China | Hull Arena, Kingston upon Hull Zuschauer: 200 |

| 9. April 2012 21:00 Uhr | Großbritannien | 2:5 (1:0, 1:0, 0:5) Spielbericht | Dänemark | Hull Arena, Kingston upon Hull Zuschauer: 550 |

| 10. April 2012 14:00 Uhr | Dänemark | 12:0 (4:0, 2:0, 6:0) Spielbericht | Niederlande | Hull Arena, Kingston upon Hull Zuschauer: 81 |

| 10. April 2012 17:30 Uhr | Volksrepublik China | 4:1 (1:1, 1:0, 2:0) Spielbericht | Italien | Hull Arena, Kingston upon Hull Zuschauer: 201 |

| 10. April 2012 21:00 Uhr | Frankreich | 5:0 (1:0, 1:0, 3:0) Spielbericht | Großbritannien | Hull Arena, Kingston upon Hull Zuschauer: 201 |

| 12. April 2012 14:00 Uhr | Niederlande | 5:0 (0:0, 5:0, 0:0) Spielbericht | Italien | Hull Arena, Kingston upon Hull Zuschauer: 150 |

| 12. April 2012 17:30 Uhr | Frankreich | 0:5 (0:1, 0:0, 0:4) Spielbericht | Dänemark | Hull Arena, Kingston upon Hull Zuschauer: 151 |

| 12. April 2012 21:00 Uhr | Volksrepublik China | 3:0 (0:0, 2:0, 1:0) Spielbericht | Großbritannien | Hull Arena, Kingston upon Hull Zuschauer: 501 |

| 14. April 2012 14:00 Uhr | Dänemark | 2:4 (1:0, 1:2, 0:2) Spielbericht | Volksrepublik China | Hull Arena, Kingston upon Hull Zuschauer: 151 |

| 14. April 2012 17:30 Uhr | Frankreich | 9:1 (2:1, 3:0, 4:0) Spielbericht | Niederlande | Hull Arena, Kingston upon Hull Zuschauer: 180 |

| 14. April 2012 21:00 Uhr | Italien | 4:2 (2:1, 2:1, 0:0) Spielbericht | Großbritannien | Hull Arena, Kingston upon Hull Zuschauer: 501 |

| 15. April 2012 14:00 Uhr | Volksrepublik China | 3:4 (2:2, 0:0, 1:2) Spielbericht | Frankreich | Hull Arena, Kingston upon Hull Zuschauer: 152 |

| 15. April 2012 17:30 Uhr | Dänemark | 7:0 (1:0, 5:0, 1:0) Spielbericht | Italien | Hull Arena, Kingston upon Hull Zuschauer: 251 |

| 15. April 2012 21:00 Uhr | Großbritannien | 6:0 (3:0, 1:0, 2:0) Spielbericht | Niederlande | Hull Arena, Kingston upon Hull Zuschauer: 501 |

| Pl. |                     | Sp | S | OTS | OTN | N | Tore  | Punkte |
| 1.  | Dänemark            | 5  | 4 | 0   | 0   | 1 | 31:06 | 12     |
| 2.  | Volksrepublik China | 5  | 4 | 0   | 0   | 1 | 21:08 | 12     |
| 3.  | Frankreich          | 5  | 4 | 0   | 0   | 1 | 22:09 | 12     |
| 4.  | Großbritannien      | 5  | 1 | 0   | 0   | 4 | 10:17 | 3      |
| 5.  | Niederlande         | 5  | 1 | 0   | 0   | 4 | 07:34 | 3      |
| 6.  | Italien             | 5  | 1 | 0   | 0   | 4 | 05:22 | 3      |

Abkürzungen: Pl. = Platz, Sp = Spiele, S = Siege, OTS = Siege nach Verlängerung (Overtime) oder Penaltyschießen, OTN = Niederlagen nach Verlängerung oder Penaltyschießen, N = Niederlagen

Erläuterungen: Aufsteiger in die Division IA, Absteiger in die Division IIA

### Auf- und Abstieg
| Absteiger in die Division IA:   | Slowakei   |
| Aufsteiger in die Top-Division: | Tschechien |
| Absteiger in die Division IB:   | Kasachstan |
| Aufsteiger in die Division IA:  | Dänemark   |
| Absteiger in die Division IIA:  | Italien    |
| Aufsteiger in die Division IB:  | Nordkorea  |

## Division II

### Gruppe A in Maribor, Slowenien
Das Turnier der Gruppe A wurde vom 25. bis 31. März 2012 in der slowenischen Stadt Maribor ausgetragen. Die Spiele fanden in der 3.000 Zuschauer fassenden Ledna dvorana Tabor statt.
| 25. März 2012 13:00 Uhr (Ortszeit) | Australien | 0:3 (0:1, 0:1, 0:1) Spielbericht | Ungarn | Ledna dvorana Tabor, Maribor Zuschauer: 342 |

| 25. März 2012 16:30 Uhr | Kroatien | 1:4 (0:1, 1:3, 0:0) Spielbericht | Neuseeland | Ledna dvorana Tabor, Maribor Zuschauer: 361 |

| 25. März 2012 20:00 Uhr | Nordkorea | 3:1 (1:1, 2:0, 0:0) Spielbericht | Slowenien | Ledna dvorana Tabor, Maribor Zuschauer: 410 |

| 26. März 2012 13:00 Uhr | Australien | 3:0 (1:0, 0:0, 2:0) Spielbericht | Kroatien | Ledna dvorana Tabor, Maribor Zuschauer: 334 |

| 26. März 2012 16:30 Uhr | Ungarn | 4:5 (3:1, 1:2, 0:2) Spielbericht | Nordkorea | Ledna dvorana Tabor, Maribor Zuschauer: 355 |

| 26. März 2012 20:00 Uhr | Neuseeland | 4:3 (1:0, 2:1, 1:2) Spielbericht | Slowenien | Ledna dvorana Tabor, Maribor Zuschauer: 410 |

| 28. März 2012 13:00 Uhr | Nordkorea | 11:1 (3:1, 3:0, 5:0) Spielbericht | Kroatien | Ledna dvorana Tabor, Maribor Zuschauer: 323 |

| 28. März 2012 16:30 Uhr | Australien | 7:2 (3:2, 2:0, 2:0) Spielbericht | Neuseeland | Ledna dvorana Tabor, Maribor Zuschauer: 365 |

| 28. März 2012 20:00 Uhr | Ungarn | 8:0 (4:0, 1:0, 3:0) Spielbericht | Slowenien | Ledna dvorana Tabor, Maribor Zuschauer: 415 |

| 29. März 2012 13:00 Uhr | Neuseeland | 1:7 (0:2, 1:3, 0:2) Spielbericht | Nordkorea | Ledna dvorana Tabor, Maribor Zuschauer: 325 |

| 29. März 2012 16:30 Uhr | Kroatien | 0:6 (0:3, 0:1, 0:2) Spielbericht | Ungarn | Ledna dvorana Tabor, Maribor Zuschauer: 340 |

| 29. März 2012 20:00 Uhr | Slowenien | 0:1 (0:1, 0:0, 0:0) Spielbericht | Australien | Ledna dvorana Tabor, Maribor Zuschauer: 412 |

| 31. März 2012 13:00 Uhr | Ungarn | 5:1 (1:0, 3:0, 1:1) Spielbericht | Neuseeland | Ledna dvorana Tabor, Maribor Zuschauer: 335 |

| 31. März 2012 16:30 Uhr | Nordkorea | 7:0 (4:0, 0:0, 3:0) Spielbericht | Australien | Ledna dvorana Tabor, Maribor Zuschauer: 358 |

| 31. März 2012 20:00 Uhr | Slowenien | 3:2 n. P. (1:1, 0:0, 1:1, 0:0, 1:0) Spielbericht | Kroatien | Ledna dvorana Tabor, Maribor Zuschauer: 480 |

| Pl. |            | Sp | S | OTS | OTN | N | Tore  | Punkte |
| 1.  | Nordkorea  | 5  | 5 | 0   | 0   | 0 | 33:07 | 15     |
| 2.  | Ungarn     | 5  | 4 | 0   | 0   | 1 | 26:06 | 12     |
| 3.  | Australien | 5  | 3 | 0   | 0   | 2 | 11:12 | 9      |
| 4.  | Neuseeland | 5  | 2 | 0   | 0   | 3 | 12:23 | 6      |
| 5.  | Slowenien  | 5  | 0 | 1   | 0   | 4 | 07:18 | 2      |
| 6.  | Kroatien   | 5  | 0 | 0   | 1   | 4 | 04:27 | 1      |

Abkürzungen: Pl. = Platz, Sp = Spiele, S = Siege, OTS = Siege nach Verlängerung (Overtime) oder Penaltyschießen, OTN = Niederlagen nach Verlängerung oder Penaltyschießen, N = Niederlagen

Erläuterungen: Aufsteiger in die Division IB, Absteiger in die Division IIB

### Gruppe B in Seoul, Südkorea
Das Turnier der Gruppe B wurde vom 10. bis 16. März 2012 in der südkoreanischen Hauptstadt Seoul ausgetragen. Die Spiele fanden in der 5.000 Zuschauer fassenden Mokdong-Eissporthalle statt.
| 10. März 2012 13:00 Uhr (Ortszeit) | 10. März 2012 5:00 Uhr (MEZ) | Island | 2:1 (0:0, 1:1, 1:0) Spielbericht | Belgien | Mokdong-Eissporthalle, Seoul Zuschauer: 200 |

| 10. März 2012 16:30 Uhr | 10. März 2012 8:30 Uhr | Spanien | 3:4 (0:2, 3:0, 0:2) Spielbericht | Polen | Mokdong-Eissporthalle, Seoul Zuschauer: 300 |

| 10. März 2012 20:00 Uhr | 10. März 2012 12:00 Uhr | Südkorea | 10:2 (3:0, 4:1, 3:1) Spielbericht | Südafrika | Mokdong-Eissporthalle, Seoul Zuschauer: 800 |

| 11. März 2012 13:00 Uhr | 11. März 2012 5:00 Uhr | Belgien | 0:7 (0:2, 0:3, 0:2) Spielbericht | Polen | Mokdong-Eissporthalle, Seoul Zuschauer: 100 |

| 11. März 2012 16:30 Uhr | 11. März 2012 8:30 Uhr | Südafrika | 0:12 (0:1, 0:4, 0:7) Spielbericht | Spanien | Mokdong-Eissporthalle, Seoul Zuschauer: 150 |

| 11. März 2012 20:00 Uhr | 11. März 2012 12:00 Uhr | Südkorea | 2:1 n. P. (0:0, 1:1, 0:0, 0:0, 1:0) Spielbericht | Island | Mokdong-Eissporthalle, Seoul Zuschauer: 300 |

| 13. März 2012 13:00 Uhr | 13. März 2012 5:00 Uhr | Belgien | 6:0 (2:0, 0:0, 4:0) Spielbericht | Südafrika | Mokdong-Eissporthalle, Seoul Zuschauer: 100 |

| 13. März 2012 16:30 Uhr | 13. März 2012 8:30 Uhr | Island | 2:7 (0:1, 2:1, 0:5) Spielbericht | Polen | Mokdong-Eissporthalle, Seoul Zuschauer: 100 |

| 13. März 2012 20:00 Uhr | 13. März 2012 12:00 Uhr | Südkorea | 1:3 (0:0, 0:1, 1:2) Spielbericht | Spanien | Mokdong-Eissporthalle, Seoul Zuschauer: 300 |

| 15. März 2012 13:00 Uhr | 15. März 2012 5:00 Uhr | Südafrika | 2:6 (1:2, 0:0, 1:4) Spielbericht | Island | Mokdong-Eissporthalle, Seoul Zuschauer: 100 |

| 15. März 2012 16:30 Uhr | 15. März 2012 8:30 Uhr | Spanien | 1:0 (0:0, 0:0, 1:0) Spielbericht | Belgien | Mokdong-Eissporthalle, Seoul Zuschauer: 100 |

| 15. März 2012 20:00 Uhr | 15. März 2012 12:00 Uhr | Polen | 2:1 n. V. (0:0, 0:0, 1:1, 1:0) Spielbericht | Südkorea | Mokdong-Eissporthalle, Seoul Zuschauer: 300 |

| 16. März 2012 13:00 Uhr | 16. März 2012 5:00 Uhr | Island | 0:3 (0:0, 0:2, 0:1) Spielbericht | Spanien | Mokdong-Eissporthalle, Seoul Zuschauer: 100 |

| 16. März 2012 16:30 Uhr | 16. März 2012 8:30 Uhr | Polen | 18:0 (5:0, 7:0, 6:0) Spielbericht | Südafrika | Mokdong-Eissporthalle, Seoul Zuschauer: 150 |

| 16. März 2012 20:00 Uhr | 16. März 2012 12:00 Uhr | Belgien | 0:2 (0:0, 0:1, 0:1) Spielbericht | Südkorea | Mokdong-Eissporthalle, Seoul Zuschauer: 800 |

| Pl. |           | Sp | S | OTS | OTN | N | Tore  | Punkte |
| 1.  | Polen     | 5  | 4 | 1   | 0   | 0 | 38:06 | 14     |
| 2.  | Spanien   | 5  | 4 | 0   | 0   | 1 | 22:05 | 12     |
| 3.  | Südkorea  | 5  | 2 | 1   | 1   | 1 | 16:08 | 9      |
| 4.  | Island    | 5  | 2 | 0   | 1   | 2 | 11:15 | 7      |
| 5.  | Belgien   | 5  | 1 | 0   | 0   | 4 | 07:12 | 3      |
| 6.  | Südafrika | 5  | 0 | 0   | 0   | 5 | 04:52 | 0      |

Abkürzungen: Pl. = Platz, Sp = Spiele, S = Siege, OTS = Siege nach Verlängerung (Overtime) oder Penaltyschießen, OTN = Niederlagen nach Verlängerung oder Penaltyschießen, N = Niederlagen

Erläuterungen: Aufsteiger in die Division IIA

### Auf- und Abstieg
| Absteiger in die Division IIA:  | Italien   |
| Aufsteiger in die Division IB:  | Nordkorea |
| Absteiger in die Division IIB:  | Kroatien  |
| Aufsteiger in die Division IIA: | Polen     |